# Wavves
Gli Wavves sono un gruppo musicale statunitense, originario di San Diego. La loro musica spazia dal noise, surf rock, punk al pop.
La band si compone di Nathan Williams alla chitarra e voce, Sthepen Pope al basso e Billy Hayes alla batteria.
Il gruppo ha all'attivo otto album: Wavves (2008), Wavvves (2009), King of the Beach (2010), Afraid of Heights (2013), V (2015), You're Welcome (2017), Hideaway (2021) e Spun (2025).

## Storia del gruppo

### Formazione e primi anni
Gli Wavves iniziano nel 2008 come progetto di Nathan Williams (nato il 12 giugno, 1986 a Santa Monica). Dopo aver pubblicato diversi 7"s e aver ottenuto notorietà, Ryan Ulsh viene arruolato come batterista e gli Wavves intraprendono i loro primi tour statunitensi ed europei. Gli Wavves pubblicano il loro omonimo album di debutto nel 2008, attirando l'attenzione di Pitchfork Media.

### Wavvves(2009-2010)
Il loro secondo album completo, Wavves, esce il 3 febbraio 2009 e viene ben accolto da riviste e siti specializzati quali The Onion AV Club, e Pitchfork.
Durante il Barcellona Primavera Sound Festival del 2009, il cantante Nathan Williams, che ha ammesso che aveva preso un cocktail di ecstasy e di Valium, inizia una rissa con il batterista Ryan Ulsh e insulta la folla spagnola, che poi lo bersaglia con bottiglie e una scarpa. Chiedendo scusa per le loro prestazioni, Williams ammette il giorno dopo di essere dipendente dall'alcol. Come risultato, la band annulla il resto del loro tour europeo. Quando Ulsh lascia la band, Zach Hill lo sostituisce momentaneamente. Nel novembre 2009, due membri della banda del compianto Jay Reatard, il batterista Billy Hayes e il bassista Stephen Pope, si uniscono ufficialmente al gruppo.

### King of the Beach(2010-2011)
Il terzo album degli Wavves, King of the Beach, viene distribuito il 3 agosto 2010 dalla Fat Possum Records. L'album, realizzato da Nathan Williams, Billy Hayes, e Stephen Pope, riceve recensioni generalmente positive da riviste e siti specializzati come Paste Magazine, Dusted Magazine e The Onion AV Club. King Of The Beach riceve inoltre una media di 72 su 100 su Metacritic, sulla base di 26 recensioni. L'album viene nominato 24° miglior album dell'anno da Spin, e miglior album del 50º anno di Pitchfork. Il singolo "Post Acid" viene utilizzato per un cartone promozionale, della durata di 3 minuti e 50 secondi, chiamato: "Scott Pilgrim vs the Animation".
Gli Wavves pubblicato un nuovo EP, Vita Sux, nel settembre 2011. Sono sei tracce che comprendono i cammei di Bethany Cosentino e Bob Bruno dei Best Coast, e di Damian Abraham dei Fucked Up. L'EP contiene anche il brano dal vivo "In The Sand".
Billy Hayes lascia gli Wavves nel novembre 2010 e viene sostituito da Jacob Cooper, ex The Mae Shi.
Nel 2011, gli Wavves fanno una comparsa nella serie animata Good Vibes, di MTV, eseguendo le loro canzoni "King of the Beach", "Bug" e "I Wanna Meet Dave Grohl".

### Afraid of Heights(2012-oggi)
Nel 2012 gli Wavves collaborano con Big Boi nella canzone "Shoes for Running" pubblicata l'11 dicembre 2012.
Il 12 dicembre 2012 gli Wavves pubblicano un video musicale per la canzone "Sail to the Sun".[17]
Gli Wavves pubblicano il loro quarto album in studio,  Afraid of Heights, il 26 marzo 2013 sotto la Mom + Pop Music. Il 27 marzo del 2013, il gruppo esegue live, al David Letterman Show, la canzone "Demon To Lean On".
Dal 17 settembre 2013 il gruppo è presente nel soundtrack di Grand Theft Auto 5 con la canzone "Nine is God"

## Discografia

### Album in studio
- 2008 - Wavves
- 2009 - Wavvves
- 2010 - King of the Beach
- 2013 - Afraid of Heights
- 2015 - V
- 2017 - You're Welcome
- 2021 - Hideaway
- 2025 - Spun

### Singoli
- 2008 - Weed Demon / Beach Demon
- 2009 - So Bored / How Are You?
- 2009 - California Goths / Here's To The Sun
- 2009 - To The Dregs / To The Dregs (Version 2)

### Album in collaborazione
- 2015 - No Life for Me (con Cloud Nothings)

### EP
- 2010 - Post Acid
- 2011 - Life Sux